# Jakubský tunel
Jakubský tunel se nachází v části Děčín XXXIII-Nebočady města Děčína na původní Rakouské severozápadní dráze na železniční trati 073 Ústí nad Labem – Děčín v km 448,543–448,621.

## Historie
Železniční trať byla postavena na pravém břehu řeky Labe v letech 1870 až 1874. Trať, která prochází dvěma tunely, byla postupně zdvoukolejněná a ve 20. století elektrizovaná. Tunel byl zprovozněn v roce 1874.

## Popis
Jakubský tunel se nachází v nadmořské výšce 140 m n. m. mezi zastávkou Těchlovice na jihu a stanicí Boletice nad Labem na severu. Je proražen ve znělcovém masívu, nazývaný původně Panenský kámen, nyní Dívčí kámen nebo Dívčí skok. Tunel je dvoukolejný a je dlouhý 86,80 metrů.